# Piotr Gruszka (siatkarz)
Piotr Łukasz Gruszka (ur. 8 marca 1977 w Oświęcimiu) – polski siatkarz i trener siatkarski. W latach 1995–2011 reprezentant kraju (rekordzista pod względem liczby meczów rozegranych w kadrze), a z czasem jej kapitan, występujący na pozycji atakującego bądź przyjmującego (skrzydłowego). Mistrz Europy 2009, srebrny medalista mistrzostw świata 2006, trzykrotny uczestnik igrzysk olimpijskich (Atlanta 1996, Ateny 2004 i Pekin 2008). MVP mistrzostw Europy 2009. Do 2008 włącznie uczestnik wszystkich 11 edycji Ligi Światowej (1998–2008) z udziałem reprezentacji Polski.

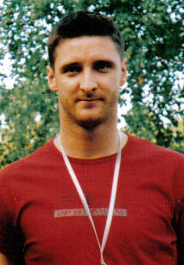
Piotr Gruszka w 2007 roku

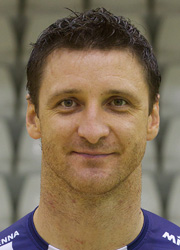
Zdjęcie profilowe Piotra Gruszki we włoskim klubie CMC Rawenna

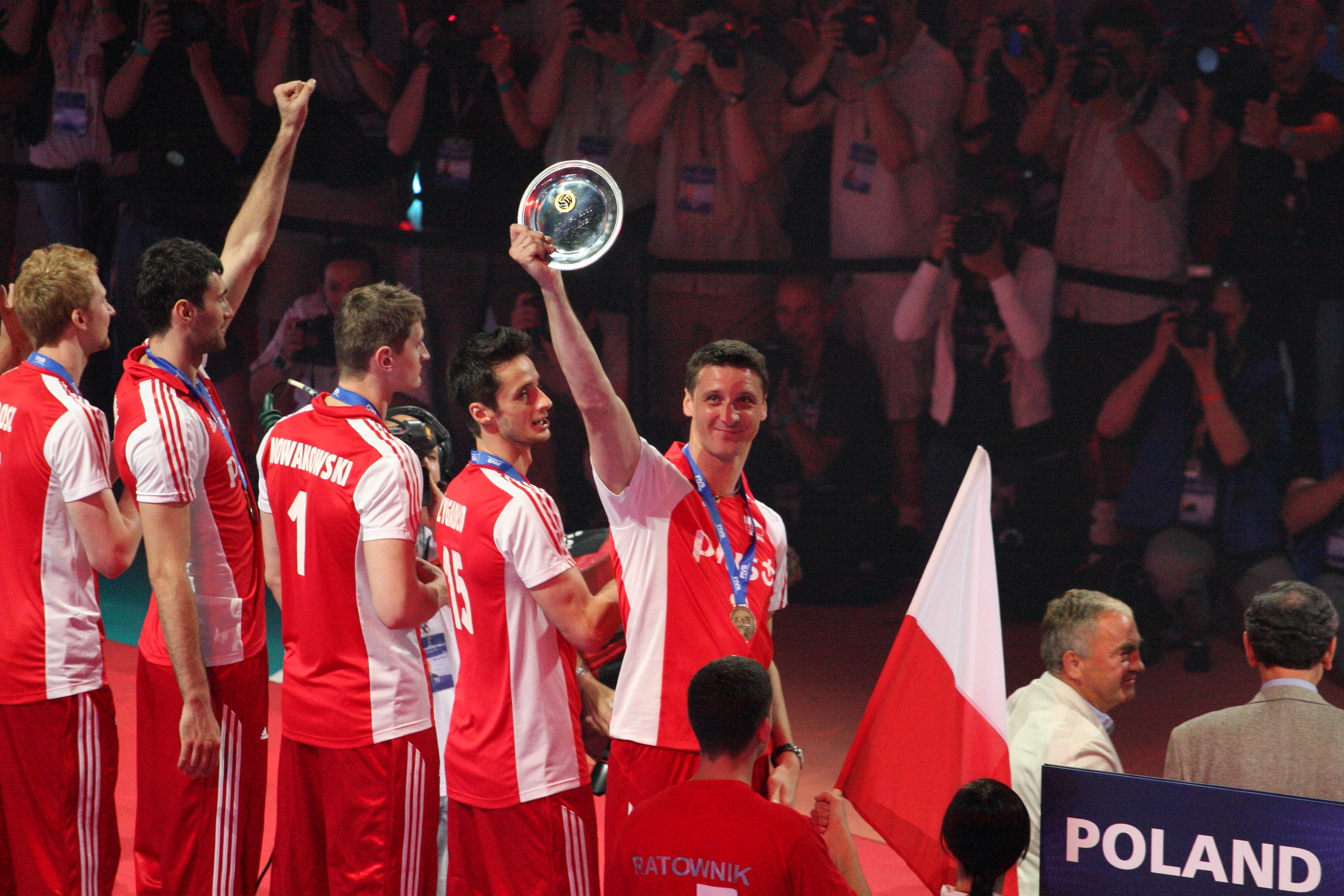
Piotr Gruszka brązowym medalistą Ligi Światowej 2011

## Życiorys
Pochodzi z Kęt. Jego żoną jest Aleksandra Szettel, z którą ma troje dzieci: Marię Aleksandrę, Juliana i Helenę. Małżonkowie wystąpili w drugiej edycji programu Polsatu The Story of My Life. Historia naszego życia (2018), w którym opowiedzieli historię swego związku, a także wzięli udział w pierwszej edycji programu Power Couple (2021).
Sportowa kariera Piotra Gruszki rozpoczęła się w rodzinnych Kętach. Na początku uprawiał lekkoatletykę, później jednak spróbował gry w siatkówkę i ta dyscyplina bardziej przypadła mu do gustu. Duży wpływ na ten wybór miały tradycje rodzinne, piłkę siatkową uprawiali bowiem jego ojciec i brat. W 1989 rozpoczął treningi w sekcji siatkarskiej Towarzystwa Sportowego Hejnał Kęty; jego pierwszymi trenerami byli Andrzej Pietrzyk i Marek Błasiak. Z uwagi na nieprzeciętny talent dość wcześnie zaczęto wypożyczać go do innych zespołów w okolicy, a w I klasie liceum trafił do BBTS Włókniarz Bielsko-Biała pod skrzydła Wiktora Kreboka – ówczesnego szkoleniowca tego klubu, a zarazem selekcjonera reprezentacji Polski. To właśnie w barwach tego klubu w sezonie 1993/1994 16-letni Gruszka zadebiutował w ekstraklasie i europejskich pucharach. 7 listopada 1993 podczas rewanżowego meczu II rundy Pucharu CEV wyszedł na parkiet w podstawowej szóstce w przegranym 2:3 meczu przeciwko szwedzkiemu Hylte VBK. W 1996, razem w kadrą juniorów, wywalczył w Nantanji (Izrael) mistrzostwo Europy juniorów. Rok później w Bahrajnie pod wodzą Ireneusza Mazura Gruszka sięgnął po złoty medal mistrzostw świata.
Na początku seniorskiej kariery regularnie grał jako atakujący. Z czasem jednak został przekwalifikowany na pozycję przyjmującego. W ostatnich latach – ze względu na parametry motoryczne oraz duże doświadczenie – ponownie często grał po przekątnej z rozgrywającym (pozycja atakującego).
Karierę międzynarodową rozpoczął od występów w kadrze seniorów, debiutując w kadrze w 1995, mając 18 lat. Również w 1995 po raz pierwszy uczestniczył na mistrzostwach Europy 1995. Rok później zadebiutował na igrzyskach olimpijskich w Atlancie. W latach 1998–2011 (z wyjątkiem 2009) występował w Lidze Światowej siatkarzy. Na swój pierwszy sukces w kadrze seniorów czekał do 2006, kiedy to zdobył z reprezentacją srebrny medal mistrzostw świata. Trzy lata później zdobył mistrzostwo Europy i został najbardziej wartościowym graczem tejże imprezy.
Ostatnimi dużymi sukcesami w reprezentacji było zdobycie brązowych medali Ligi Światowej i Mistrzostw Europy w 2011 roku. 28 sierpnia 2011 rozegrał 400 mecz w barwach reprezentacji Polski, podczas IX Memoriału Huberta Jerzego Wagnera. W latach 1995–2011 rozegrał w kadrze 450 meczów.
26 maja 2014 został trenerem BBTS-u Bielsko-Biała. Od sezonu 2016/2017 do sezonu 2018/2019 był trenerem GKS-u Katowice. W marcu 2017 został asystentem Ferdinando de Giorgiego w Reprezentacji Polski siatkarzy, funkcję pełnił do września 2017. W sezonie 2019/2020 był trenerem Resovii Rzeszów, z której został zwolniony w jego trakcie (w styczniu 2020). W sezonie 2021/2022 oraz na początku sezonu 2022/2023 był szkoleniowcem pierwszoligowego Norwidu Częstochowa.
W 2014 wziął udział w pierwszej polsatowskiej edycji programu Dancing with the Stars. Taniec z gwiazdami. Jego partnerką taneczną była Nina Tyrka, z którą odpadł w ósmym odcinku, zajmując 5. miejsce.
27 października 2023 na antenie Polsatu Sportu podczas meczu PSG Stal Nysa vs. PGE Skra Bełchatów zadebiutował jako komentator.

## Sukcesy reprezentacyjne
- 1996 –  Mistrzostwo Europy juniorów
- 1997 –  Mistrzostwo świata juniorów
- 2001 – 5. miejsce na Mistrzostwach Europy
- 2002 – 5. miejsce w Lidze Światowej
- 2003 – 5. miejsce na Mistrzostwach Europy
- 2004 – 5. miejsce na Igrzyskach Olimpijskich
- 2005 – 4. miejsce w Lidze Światowej
- 2005 – 5. miejsce na Mistrzostwach Europy
- 2006 –  Wicemistrzostwo świata
- 2007 – 4. miejsce w Lidze Światowej
- 2008 – 5. miejsce w Lidze Światowej
- 2008 – 5. miejsce na Igrzyskach Olimpijskich

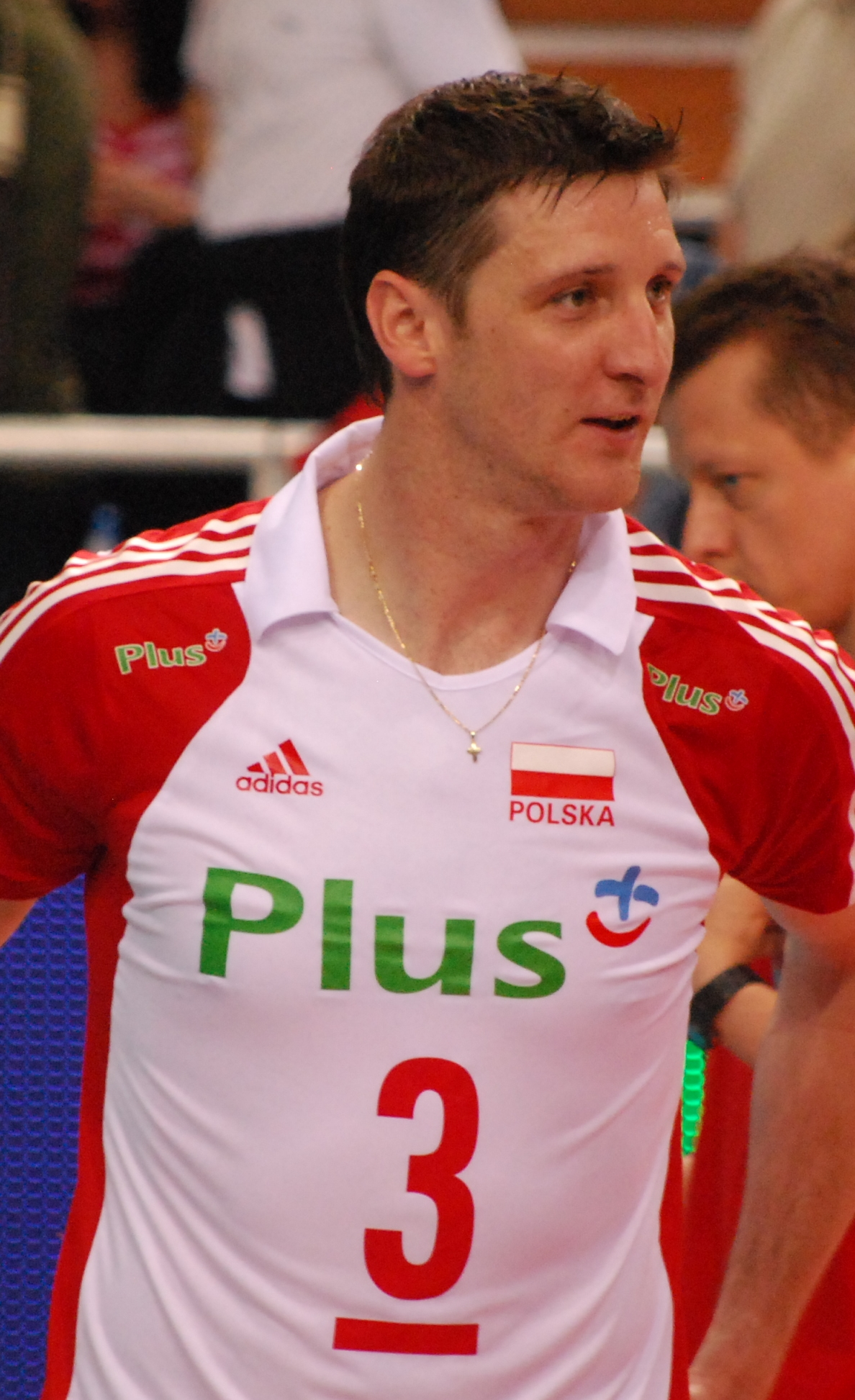
Piotr Gruszka reprezentant Polski w 2010 roku

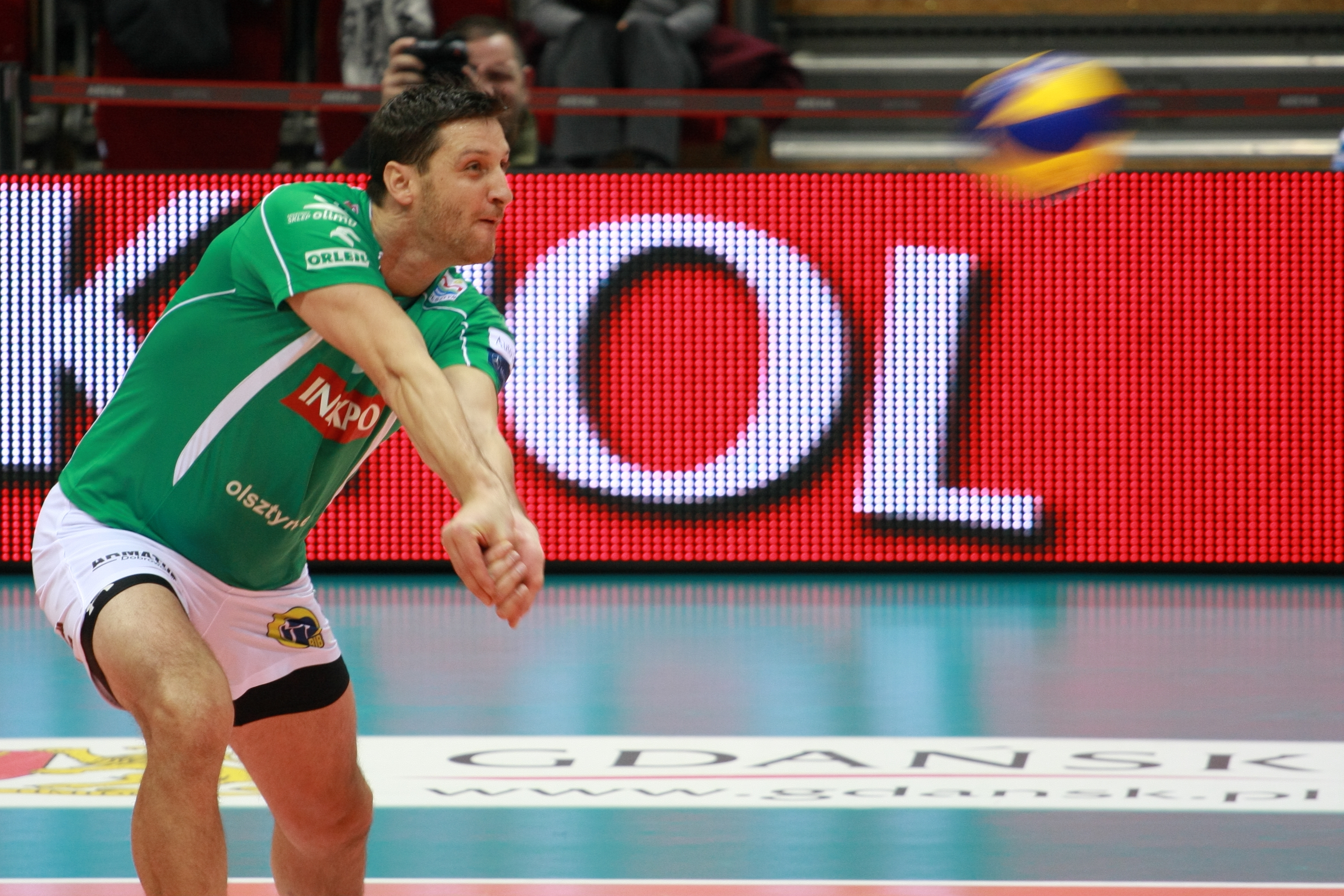
Piotr Gruszka zawodnikiem Indykpolu AZS Olsztyn w sezonie 2012/2013

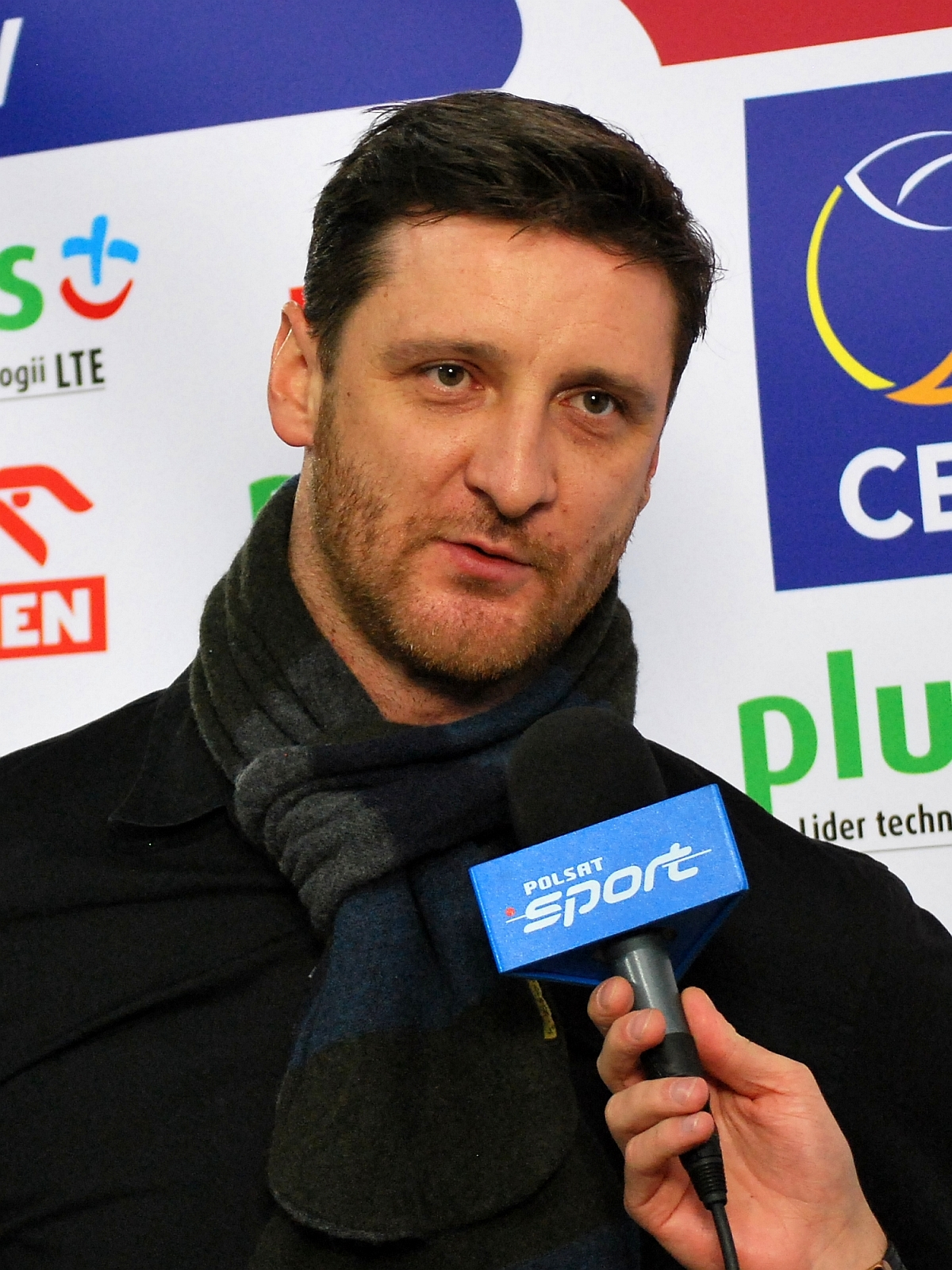
Piotr Gruszka w 2014 roku

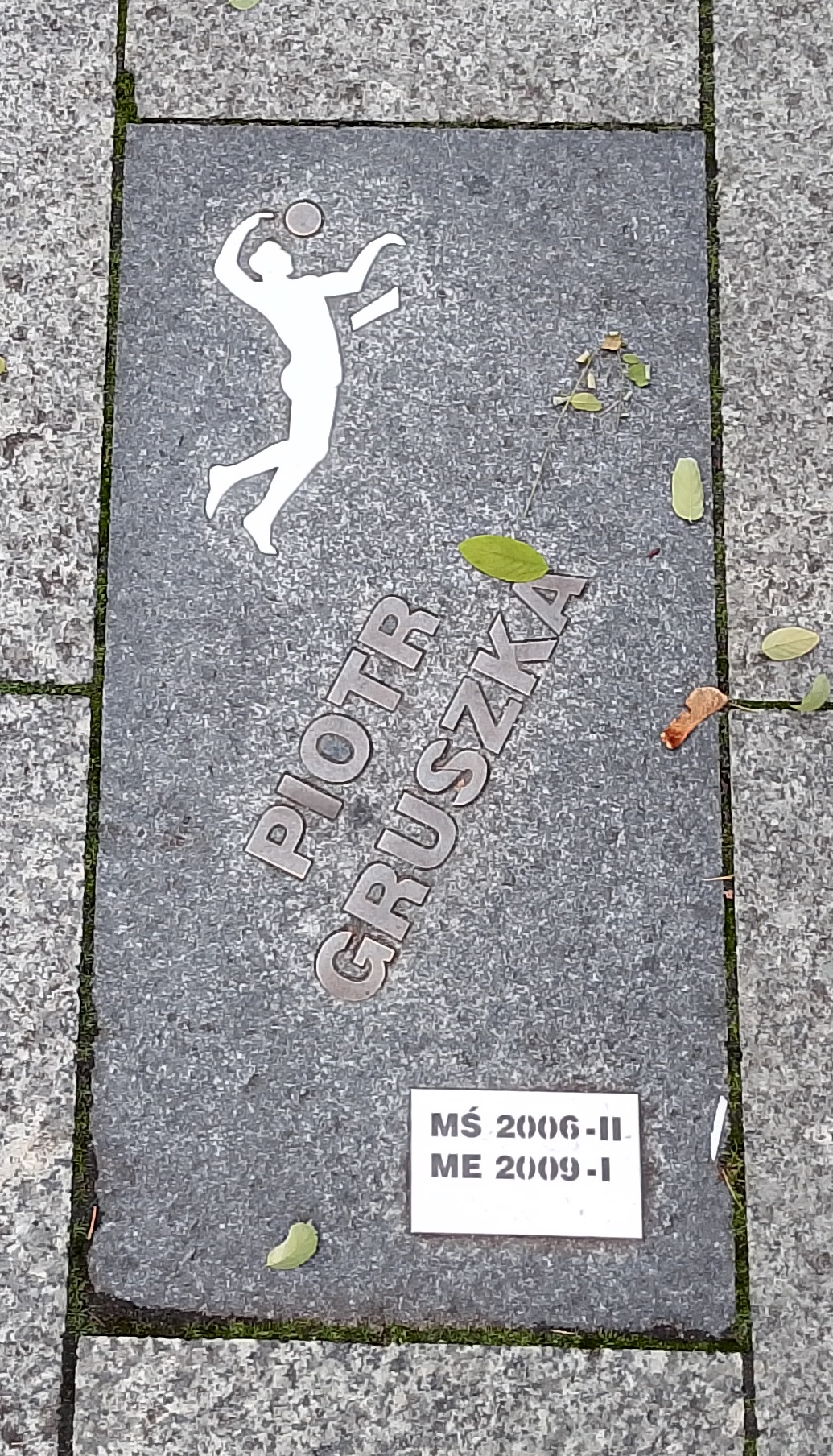
Tablica Piotra Gruszki w Siatkarskiej Alei Gwiazd w Bełchatowie

- 2009 –  Mistrzostwo Europy - mistrzostwa Europy w Turcji
- 2011 –  Brązowy medal Ligi Światowej 2011
- 2011 –  Brązowy medal mistrzostw Europy - mistrzostwa Europy w Austrii i Czechach

## Sukcesy klubowe
- 1995 –  Mistrzostwo Polski z AZS Częstochową
- 1996 –  Brązowy medalista mistrzostw Polski z AZS Częstochową
- 1997 –  Mistrzostwo Polski z AZS Częstochową
- 1998 –  Puchar Polski z AZS Częstochową
- 1999 –  Mistrzostwo Polski z AZS Częstochową
- 2005 –  Puchar Polski ze Skrą Bełchatów
- 2005 –  Mistrzostwo Polski ze Skrą Bełchatów
- 2006 –  Brązowy medalista mistrzostw Polski z PZU AZS Olsztyn
- 2007 –  Puchar Polski ze Skrą Bełchatów
- 2007 –  Mistrzostwo Polski ze Skrą Bełchatów
- 2008 –  Brązowy medalista Indesit Volleyball European Champions League ze Skrą Bełchatów
- 2008 –  Mistrzostwo Polski ze Skrą Bełchatów
- 2009 –  Puchar Turcji z Arkas Spor Izmir
- 2009 –  Puchar Challenge Cup z Arkas Spor Izmir

## Nagrody indywidualne
- 1996 – Najlepszy atakujący turnieju kwalifikacyjnego do igrzysk olimpijskich
- 2003 – Najlepiej atakujący mistrzostw Europy
- 2004 – Najlepszy atakujący Ligi Światowej
- 2005 – Najlepszy siatkarz Polskiej Ligi Siatkówki
- 2006 – Najlepszy polski przyjmujący
- 2009 – MVP mistrzostw Europy w Turcji

## Ordery i odznaczenia
- 2006 – Złoty Krzyż Zasługi[14]
- 2009 – Krzyż Kawalerski Orderu Odrodzenia Polski[15]

## Statystyki zawodnika
| Impreza                                   | Punkty z ataku | Punkty z bloku | Asy serwisowe | Suma |
| Liga Światowa 2002                        | 132            | 10             | 6             | 148  |
| Mistrzostwa Świata 2002                   | 60             | 6              | 6             | 72   |
| Liga Światowa 2003                        | 68             | 6              | 8             | 82   |
| Liga Światowa 2004                        | 148            | 11             | 5             | 164  |
| Igrzyska Olimpijskie 2004                 | 100            | 5              | 5             | 110  |
| Liga Światowa 2005                        | 174            | 8              | 3             | 185  |
| Kwalifikacje do Mistrzostw Świata 2006    | 14             | 5              |               | 19   |
| Liga Światowa 2006                        | 1              |                |               | 1    |
| Mistrzostwa Świata 2006                   | 10             | 1              |               | 11   |
| Liga Światowa 2007                        | 102            | 12             | 4             | 118  |
| Kwalifikacje do Igrzysk Olimpijskich 2008 | 6              | 1              |               | 7    |
| Liga Światowa 2008                        | 62             | 2              | 1             | 65   |
| Igrzyska Olimpijskie 2008                 | 3              |                |               | 3    |
| Kwalifikacje do Mistrzostw Świata 2010    | 12             |                | 1             | 13   |
| Liga Światowa 2010                        | 61             | 3              | 4             | 68   |
| Mistrzostwa Świata 2010                   | 42             | 2              | 1             | 45   |
| Liga Światowa 2011                        | 13             | 1              | 1             | 15   |
| Mistrzostwa Europy 2011                   | 23             | 4              |               | 27   |